# Crimson II
Crimson II es el octavo y último álbum de estudio de la banda sueca de death metal Edge of Sanity, publicado el 26 de agosto de 2003 por Black Mark Productions. Crimson II, la continuación de Crimson, está compuesto por una sola canción de cuarenta y tres minutos dividida en nueve movimientos y cuarenta y cuatro pistas a petición de Black Mark, con la intención de que el oyente se mueva por la canción más fácilmente. 
Todos los instrumentos de este álbum fueron tocados por Dan Swanö, que resucitó la banda para grabar sólo este disco y después disolverse de nuevo. Como acompañamiento, Swanö contrató a algunos músicos de sesión e invitó a músicos amigos. Crimson II sigue la temática de Crimson, siendo la segunda parte de la historia de éste. El álbum fue dedicado a la memoria de Chuck Schuldiner, líder de Death que murió en 2001 de un tumor cerebral.

## Lista de canciones
1. "The Forbidden Words" – 1:40
2. "Incantation" – 5:59
3. "Passage of Time" – 5:38
4. "The Silent Threat" – 3:17
5. "Achilles Heel" – 2:27
6. "Covenant of Souls" – 2:31
7. "Face to Face" – 3:27
8. "Disintegration" – 3:18
9. "Aftermath" - 3:55
10. "Aftermath II" - 3:19
11. "Aftermath III" – 5:25

### Lista de pistas
1. "The Forbidden Words I" - 00:21
2. "The Forbidden Words II" - 01:19
3. "Incantation I" - 01:04
4. "Incantation II" - 00:42
5. "Incantation III" - 01:04
6. "Incantation IV" - 01:01
7. "Incantation V" - 00:47
8. "Incantation VI" - 01:21
9. "Passage of Time I" - 01:00
10. "Passage of Time II" - 00:37
11. "Passage of Time III" - 01:06
12. "Passage of Time IV" - 01:32
13. "Passage of Time V" - 01:13
14. "Passage of Time VI" - 00:35
15. "Passage of Time VII" - 00:59
16. "Passage of Time VIII" - 00:43
17. "Passage of Time IX" - 00:55
18. "Passage of Time X" - 01:12
19. "The Silent Threat I" - 01:05
20. "The Silent Threat II" - 01:16
21. "The Silent Threat III" - 00:20
22. "The Silent Threat IV" - 00:37
23. "Achilles Heel I" - 00:49
24. "Achilles Heel II" - 00:26
25. "Achilles Heel III" - 01:13
26. "Covenant of Souls I" - 01:20
27. "Covenant of Souls II" - 01:51
28. "Covenant of Souls III" - 00:33
29. "Covenant of Souls IV" - 01:12
30. "Covenant of Souls V" - 01:42
31. "Covenant of Souls VI" - 00:53
32. "Face to Face I" - 01:12
33. "Face to Face II" - 00:25
34. "Face to Face III" - 00:21
35. "Face to Face IV" - 00:32
36. "Face to Face V" - 00:57
37. "Disintegration I" - 00:44
38. "Disintegration II" - 01:04
39. "Disintegration III" - 01:31
40. "Aftermath I" - 00:42
41. "Aftermath II" - 01:13
42. "Aftermath III" - 00:33
43. "Aftermath IV" - 01:28
44. "Aftermath V" - 01:30

## Créditos
- Dan Swanö - voz, guitarra, bajo, batería, teclados

### Invitados
- Roger Johansson − voces guturales
- Jonas Granvik − coros guturales
- Mike Wead − guitarra
- Simon Johansson − guitarra
- Clive Nolan - letras